# HD 186702
HD 186702，又名BD+34 3691，SAO 68783、HR 7520，是一颗恒星，视星等为6.57，位于銀經69.22，銀緯5.1，其B1900.0坐标为赤經19h 40m 52.8s，赤緯+34° 5.1′ 22″。